# Lothar Streblow
Lothar Streblow (* 10. Oktober 1929 in Gera) ist ein deutscher Schriftsteller. Er verfasste mehrere Dutzend Jugendbücher, von denen ein Teil Bestandteil von Serien ist. Des Weiteren schrieb er Science-Fiction und erotische Literatur und zwei Sachbücher zur Erotik.

## Leben
In Abendkursen holte er nach dem Wehrdienst sein Abitur nach und studierte in der DDR Regie, Dramaturgie und Ästhetik. Anschließend war er wissenschaftlicher Assistent für Ästhetik, aber auch Regisseur, Dramaturg und künstlerischer Leiter eines literarischen Kabaretts, für das er auch Texte schrieb. 1955 siedelte Lothar Streblow in die Bundesrepublik Deutschland um, wo er als freier Schriftsteller und Mitarbeiter von Rundfunkanstalten lebt. Auf vielen Reisen im In- und Ausland befasste er sich mit Studien über Tiere, Verhaltensforschung und Ökologie. Er verfasste zahlreiche Radiosendungen, Hörspiele, Essays, Umwelt-, Abenteuer-, Reise- und Tier-Erzählungen und eine Reihe erfolgreicher Kinder- und Jugendbücher. 1997 erschienen seine bislang letzten Buchveröffentlichungen als Sachbücher für den Grundschulbereich.
In den 1970er Jahren wurde er im Jugendbuchbereich u. a. durch seine Raumschiff-Pollux-Serie bekannt, in der ein Raumschiff neue Nahrungsquellen auf unbekannten Planeten zu erschließen versucht und dabei viele Abenteuer erlebt. Die Serie, für die Streblow mehrfach mit Auszeichnungen bedacht wurde, erschien der Reihe Boje-Weltraumabenteuer des Boje-Verlags. Die Titelbilder der Serie zeichnete Klaus Bürgle.
Anfang der 1980er Jahre startete Lothar Streblow eine weitere SF-Jugendbuch-Reihe, die sich um die Abenteuer eines einzelnen Raumschiffs drehte, Raumkreuzer Runa. Diese Reihe erschien im Kibu-Verlag, konnte aber nicht mehr an den Erfolg der Pollux-Serie anknüpfen.
Außerhalb der Science-Fiction schrieb er auch eine Reihe von Tiergeschichten.
Im Wilhelm Heyne Verlag erschienen 1977 sein Roman Der Planet der bunten Damen und 1984 eine SF-Kurzgeschichtensammlung unter dem Titel Sundera. In beiden Büchern thematisiert er wieder die Zerstörung der natürlichen Lebensgrundlagen durch Profitgier und Krieg. Insbesondere in seinem Roman mit starken erotischen Einschlägen erkennt man ein für die Zeit typisches Geschlechterverständnis, in der die Lösung vieler Konflikte durch eine stärkere Macht für – in ihrer „friedlichen“ Geschlechterrolle aufgegangenen – Frauen postuliert wird.

## Auszeichnungen
- Hörspielpreis der ARD 1972 für das Hörspiel Der Fisch
- Deutscher Jugendbuchpreis – Auswahlliste 1976
- Umweltschutz-Medaille 1978
- Studienpreis zum Kogge-Literaturpreis der Stadt Minden 1979
- Landeskundlicher Jugendbuchpreis 1980

## Bibliografie
(SF-Serie für Jugendliche)
Raumschiff Pollux
Boje-Weltraumabenteuer, Boje Verlag, Köln.
- Die Bewohner des grünen Planeten. 1974, ISBN 3-8328-1358-6.
- Zielplanet Rondir II. 1976, ISBN 3-8328-1359-4.
- Der Computerplanet. 1977, ISBN 3-8328-1360-8.
- Meslan IV in Gefahr. 1978, ISBN 3-8328-1361-6.
- Der Wasserplanet. 1979, ISBN 3-8328-1362-4.

Raumkreuzer Runa (SF-Serie für Jugendliche)
KiBu Verlag, Menden/Sauerland.
- Planet der weißen Wölfe. 1982, ISBN 3-88101-660-0.
- Die Revolte der Kyborgs. 1983, ISBN 3-88101-691-0.
- Das Rätsel von Sonkul. 1984, ISBN 3-88101-721-6.
- Die Ruinen von Luru. 1985, ISBN 3-88101-745-3.

Belletristik
- der andere. Decker, Schmiden b. Stuttgart 1961.
- seelen aus plexiglas: prosa. Decker, Schmiden b. Stuttgart 1963.
- die gierige. Decker, Schmiden b. Stuttgart 1965.
- nackte träume. Decker, Schmiden b. Stuttgart 1967.
- Verkaufte Haut. Decker, Schmiden b. Stuttgart 1969.
- Exzess. Decker, Schmiden b. Stuttgart 1970.
- Der Planet der bunten Damen: Science-fiction-Roman. Heyne SF #3568, 1977, ISBN 3-453-30463-2.
- Sundera: Science-fiction-Erzählungen. Heyne SF# 4139, ISBN 3-453-31104-3.

Jugend- und Kinderbücher
- Drollis Abenteuer. Schwabenverlag, Ruit (Ostfildern) 1973, ISBN 3-7966-0467-6.
- Raketenreise zu den Utzebules. Schwabenverlag, Ruit (Ostfildern) 1974, ISBN 3-7966-0476-5.
- Schnüffi: Die Geschichte eines Igels. Schwabenverlag, Ruit (Ostfildern) 1975, ISBN 3-7966-0486-2. Auch als: Schnüffi, das Igelkind. Überarbeitete und ergänzte Auflage. Loewe, Bindlach 1991, ISBN 3-7855-2231-2.
- Drollis Abenteuer im Zoo. Schwabenverlag, Ruit (Ostfildern) 1975, ISBN 3-7966-0489-7.
- Der verdächtige Kombi. Engelbert, Balve (Sauerland) 1975, ISBN 3-536-01183-7.
- Drollis Abenteuer am Fluss. Schwabenverlag, Ruit (Ostfildern) 1976, ISBN 3-7966-0506-0.
- Geheimnis im Steinbruch. Schwabenverlag, Ruit (Ostfildern) 1977, ISBN 3-7966-0524-9.
- Bären vor dem Frühstück und andere Erlebnisse mit Tieren. Union-Verlag, Stuttgart 1977, ISBN 3-8002-5100-0.
- Aufregende Verfolgung. Engelbert, Balve (Sauerland) 1977, ISBN 3-536-01315-5.
- Ein Eierkuchen aus Blech. Herold-Verlag, Stuttgart 1978, ISBN 3-7767-0184-6.
- Geister in der Nacht: Nationalpark Bayerischer Wald. Herold-Verlag, Stuttgart 1979, ISBN 3-7767-0200-1.
- Bären vor dem Frühstück: Vom Schwäbischen Wald zum Balkan. Herold-Verlag, Stuttgart 1979, ISBN 3-7767-0201-X.
- Ein Eierkuchen aus Blech auf Tauchstation. Herold-Verlag, Stuttgart 1980, ISBN 3-7767-0195-1.
- Der Schlossgeist von Sachsenheim. Thienemann, Stuttgart 1980, ISBN 3-522-13250-5.
- Affen – Autos – Abenteuer: Kriminal- und Tiergeschichten und andere spannende Erzählungen. Spectrum-Verlag, Stuttgart 1980, ISBN 3-7976-1350-4.
- Spuren eines Sommers: Tiererlebnisse im Remstal. Herold-Verlag, Stuttgart 1983, ISBN 3-7767-0373-3.
- Die Kobolde vom grünen Fluss: Abenteuer von grossen und kleinen Tieren. Spectrum-Verlag, Stuttgart 1983, ISBN 3-7976-1395-4.
- Pinsi : die Geschichte eines Eichhörnchens. Gerstenberg, Hildesheim 1984, ISBN 3-8067-4009-7. Auch als:      Pinsi, das Eichhörnchen. Überarbeitete und ergänzte Auflage. Loewe, Bindlach  1992, ISBN 3-7855-2447-1.
- Maxi, das Meerschweinchen. Mit Zeichnungen von Ulrike Heyne. Loewe, Bindlach 1985, ISBN 3-7855-2023-9.
- Anja, das Hundekind. Mit Zeichnungen von Ulrike Heyne. Loewe, Bindlach 1985, ISBN 3-7855-2022-0.
- Robbi, der Heuler vom Wattenmeer. Loewe, Bindlach 1986, ISBN 3-7855-2071-9.
- Eine ungewöhnliche Reise: Die fantastischen Abenteuer von Uwe und Bernd im Raumschiff der Winzlinge. Klett, Stuttgart 1986, ISBN 3-12-234390-8.
- Der Ruf der Robben: Tiererlebnisse an der Nordseeküste. Union-Verlag, Stuttgart 1986, ISBN 3-8139-5630-X.
- Kiki der Wellensittich. Loewe, Bindlach 1987, ISBN 3-7855-2101-4.
- Borstel, der Frischling vom Eichwald. Mit Zeichnungen von Mario Kessler. Loewe, Bindlach 1987, ISBN 3-7855-2133-2.
- Ruscha, der Fischotter. Mit Zeichnungen von Mario Kessler. Loewe, Bindlach 1988, ISBN 3-7855-2165-0.
- Murru, das Murmeltier. Mit Zeichnungen von Mario Kessler. Loewe, Bindlach 1988, ISBN 3-7855-2206-1.
- Abenteuerfahrt ins Unbekannte. Herold-Verlag, Stuttgart 1988, ISBN 3-7767-0443-8.
- Raku, der Kolkrabe. Loewe, Bindlach 1989, ISBN 3-7855-2219-3.
- Duna, der Dinosaurier. Loewe, Bindlach 1989, ISBN 3-7855-2250-9.
- Manka, das Mammut. Loewe, Bindlach 1990, ISBN 3-7855-2344-0.
- Barro, der Braunbär. Loewe, Bindlach 1990, ISBN 3-7855-2305-X.
- Wirru, das Wildpferd. Loewe, Bindlach 1991, ISBN 3-7855-2412-9.
- Trigan, der Dreihornsaurier. Mit Zeichnungen von Mario Kessler. Loewe, Bindlach 1992, ISBN 3-7855-2510-9.
- Urzeitgeschichten. Mit Zeichnungen von Hermut K. Geipel. Loewe, Bindlach 1993, ISBN 3-7855-2516-8.
- Dolan, der Delphin. Mit Zeichnungen von Mario Kessler. Loewe, Bindlach 1993, ISBN 3-7855-2593-1.
- Palu, der Panda. Mit Zeichnungen von Mario Kessler. Loewe, Bindlach 1994, ISBN 3-7855-2706-3.
- Ein Saurier mit Vogelfüssen: Erlebnisse eines jungen Straussdinosauriers in der Kreidezeit und Wissenswertes über Dinosaurier und ihre Umwelt. Illustrationen von Mario Kessler. Loewe, Bindlach 1994, ISBN 3-12-231450-9.
- Abenteuerfahrt ins Unbekannte: Neue Erlebnisse von Uwe und Bernd im Raumschiff der Winzlinge. Illustrationen von Mario Kessler. Klett-Grundschulverlag, Leipzig u. a. 1995, ISBN 3-12-234440-8.
- Abenteuer mit Drolli: Die Erlebnisse eines Kobolds mit Tieren im Wald. Illustrationen von Doris Cordes-Vollert. Klett-Grundschulverlag, Leipzig u. a. 1995, ISBN 3-12-234382-7.

Sachliteratur
- Lust und Laster der Antike. Freyja-Verlag, Stuttgart 1962.
- Erotik, Sex, Pornographie. Lichtenberg-Verlag, München 1968.